# 周暉 (東漢)
周暉（？—190年?），廬江舒縣(今安徽省舒城縣)人，東漢太尉周忠次子，東吳名將周瑜的族兄。

## 生平
曾任洛陽令，後辭官。因好養門客，於江淮一帶有聲望。時董卓專政，正逢天下大亂，周暉得知京師洛陽有變，親自帶人打算救其父周忠，董卓得知後厭惡周暉，派軍劫殺殺死了周暉。

## 家庭

### 父親
- 周忠，周景之子，官至太尉。

### 族兄弟
- 周瑜，周暉堂弟，後為東吳名將。